# Sicya morsicaria
Sicya morsicaria là một loài bướm đêm trong họ Geometridae.